# William Martin Blagden
William Martin Blagden, britanski general, * 1899, † 1949.